# 林奇 (肯塔基州)
林奇（英語：Lynch），是美国肯塔基州的一座城市。建立于1917年，面积约为0.8平方公里（0.3平方英里）。根据2010年美国人口普查，该市的人口为747人。